# Горковенко, Николай Степанович
Николай Степанович Горковенко (1817—1908) — русский военно-морской и государственный деятель, сенатор, генерал по адмиралтейству (1899).

## Биография
Происходил из дворян Полтавской губернии. Брат — вице-адмирал А. С. Горковенко. В службе с 1833 года, с 1834 года после окончания Морского кадетского корпуса произведён в мичманы с определением на Балтийский флот.
В 1849 году произведён в капитан-лейтенанты. С 1856 года капитан 2-го ранга, старший адъютант штаба Кронштадтского порта. с 1858 года дежурный штаб-офицер штаба эскадры Средиземного моря. В 1859 году произведён в капитаны 1-го ранга. С 1860 года председатель Комиссии военного суда по Санкт-Петербургу. В 1867 году произведён в контр-адмиралы.
В 1876 году произведён в вице-адмиралы с назначением членом Главного военно-морского суда.
С 1886 по 1908 годы сенатор присутствующий и первоприсутствующий во II, V департаментах и в департаменте Герольдии Правительствующего сената. В 1899 году произведён в генералы по адмиралтейству. Был награждён всеми орденами вплоть до ордена Святого Александра Невского с бриллиантовыми знаками пожалованными ему 1 января 1900 года.